# Äggrund
Äggrund är en ö i Finland. Den ligger i Bottenhavet och i kommunen Närpes i den ekonomiska regionen  Sydösterbotten i landskapet Österbotten, i den västra delen av landet. Ön ligger omkring 75 kilometer söder om Vasa och omkring 330 kilometer nordväst om Helsingfors.
Öns area är 34,5 hektar och dess största längd är 1,1 kilometer i nord-sydlig riktning. I omgivningarna runt Äggrund växer i huvudsak blandskog.